# James Cameron's Dark Angel
James Cameron's Dark Angel is een videospel dat werd ontwikkeld door Radical Entertainment en uitgegeven door Sierra Entertainment. Het spel is gebaseerd op de Amerikaanse sciencefictiontelevisieserie televisieserie Dark Angel. Het spel kwam in 2002 uit voor de Sony PlayStation 2 en de Xbox. Het perspectief wordt getoond in de derde persoon.

## Platforms
- PlayStation 2 (2002)
- Xbox (2002)

## Ontvangst
| Beoordeeld door          | Jaar | Platform      | Score |
| ------------------------ | ---- | ------------- | ----- |
| PGNx Media               | 2002 | Xbox          | 78%   |
| games xtreme             | 2003 | PlayStation 2 | 70%   |
| Game industry News (GiN) | 2003 | Xbox          | 70%   |
| GamePro (US)             | 2002 | PlayStation 2 | 60%   |
| Game Over Online         | 2003 | Xbox          | 60%   |
| Deaf Gamers              | 2002 | PlayStation 2 | 57%   |
| Game Chronicles          | 2003 | PlayStation 2 | 56%   |
| XBox Solution (XBS)      | 2002 | Xbox          | 55%   |
| Rebell.at Games          | 2003 | Xbox          | 50%   |
| Jeuxvideo.com            | 2003 | Xbox          | 50%   |